# Squaliforma squalina
Squaliforma squalina är en fiskart som först beskrevs av Jardine, 1841.  Squaliforma squalina ingår i släktet Squaliforma och familjen Loricariidae. Inga underarter finns listade i Catalogue of Life.